# Gonodactylidae
Gonodactylidae is een familie van kreeftachtigen uit de klasse van de Malacostraca (Hogere kreeftachtigen).

## Geslachten
- Gonodactylaceus Manning, 1995
- Gonodactylellus Manning, 1995
- Gonodactyloideus Manning, 1984
- Gonodactylolus Manning, 1970
- Gonodactylopsis Manning, 1969
- Gonodactylus Berthold, 1827
- Hoplosquilla Holthuis, 1964
- Hoplosquilloides Manning, 1978
- Neogonodactylus Manning, 1995